# Laridae

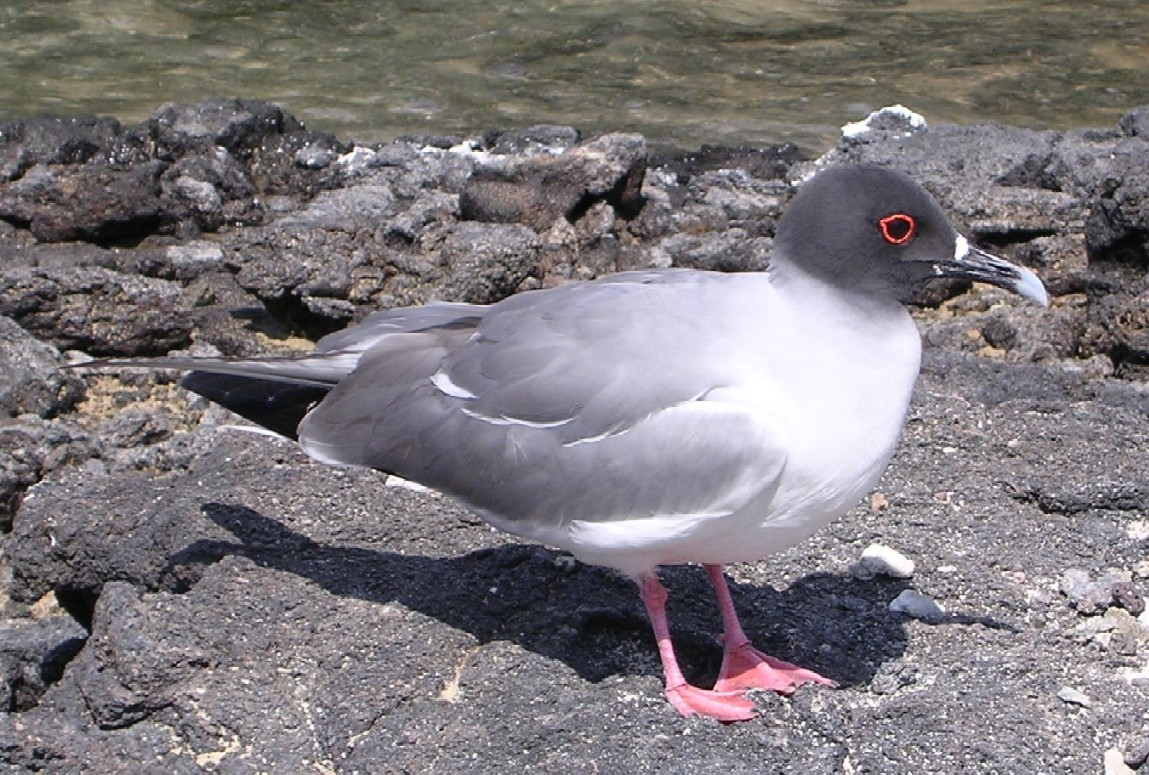
Gaviota de las Galápagos (Creagrus furcatus).

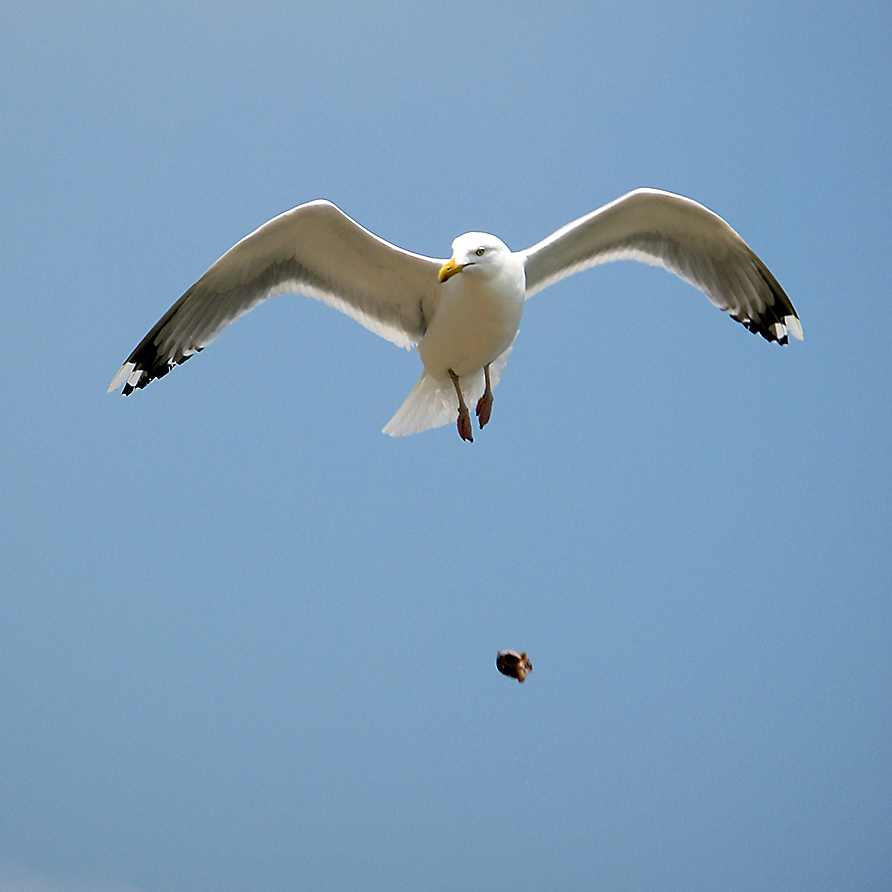
Larus smithsonianus.

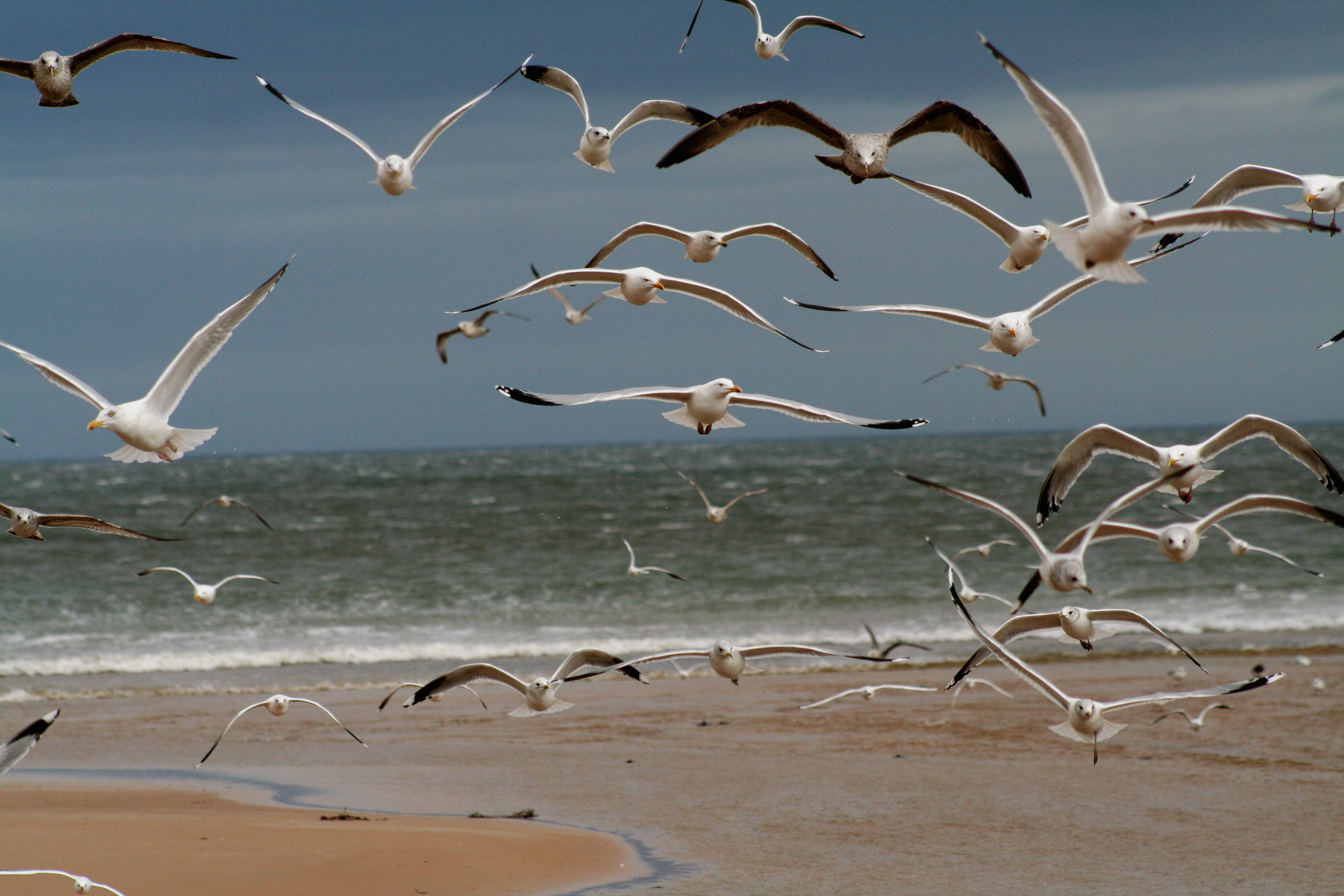
Bandada de gaviotas.

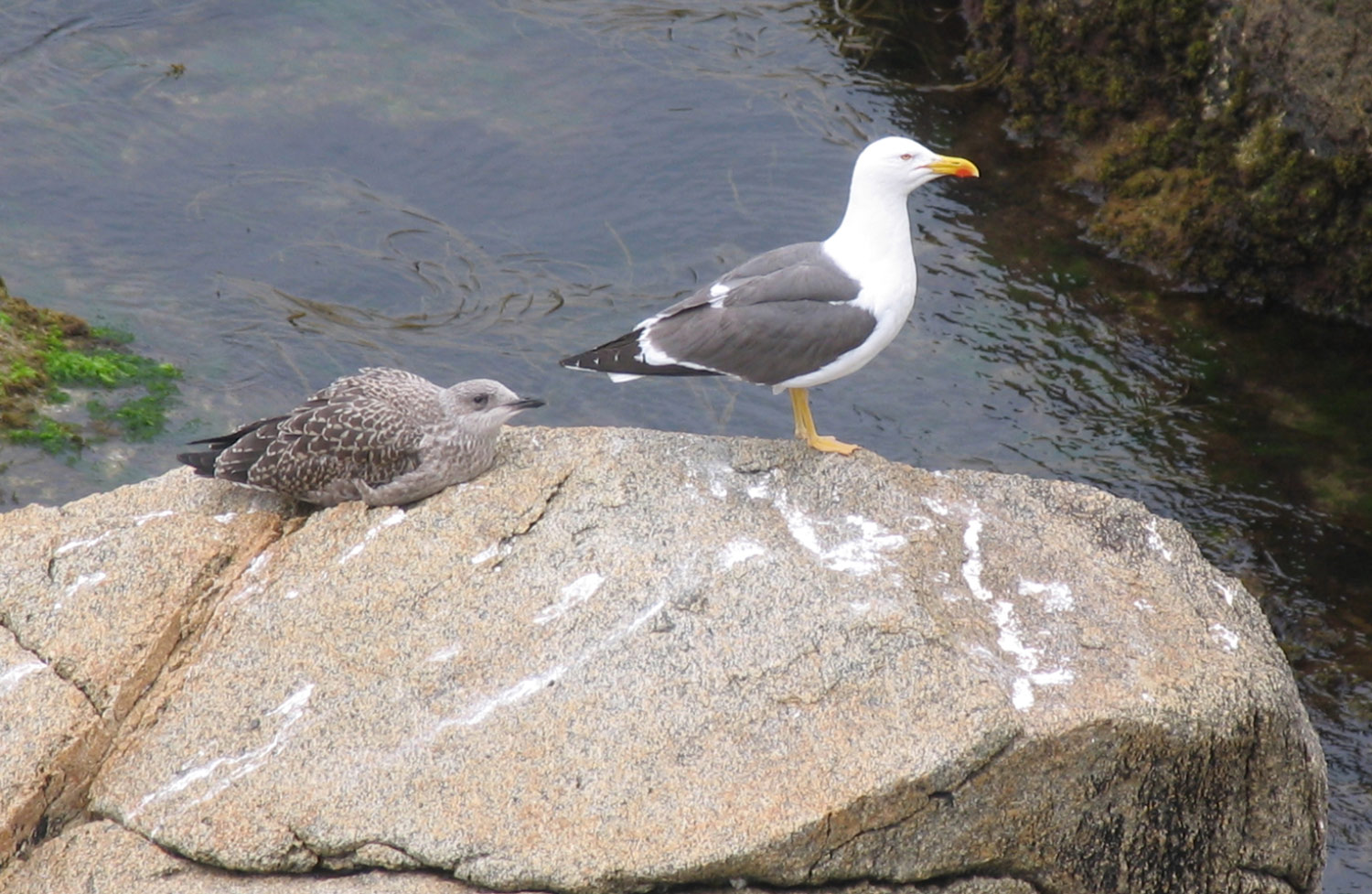
Larus fuscus.

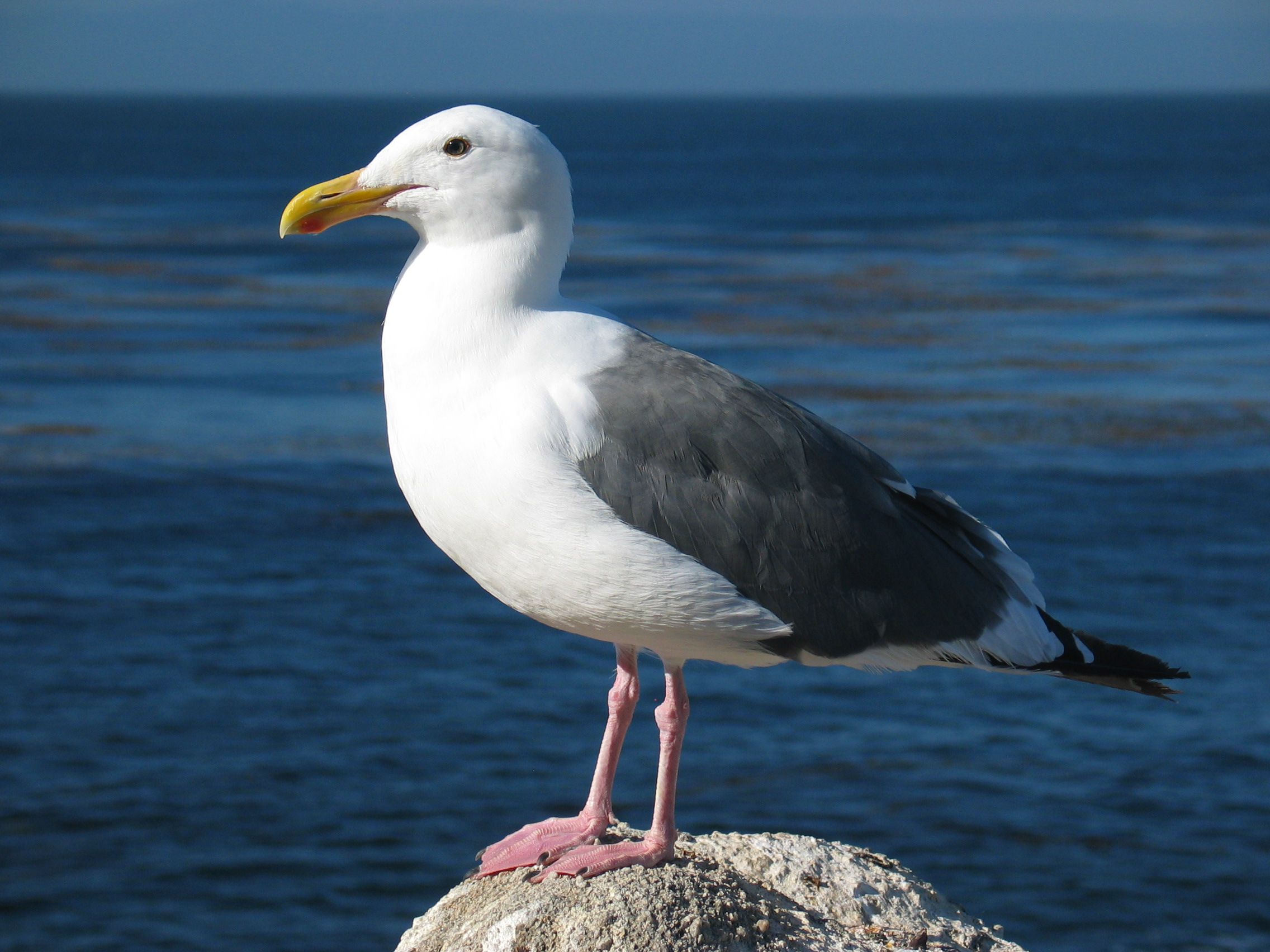
Larus occidentalis en Monterey California.

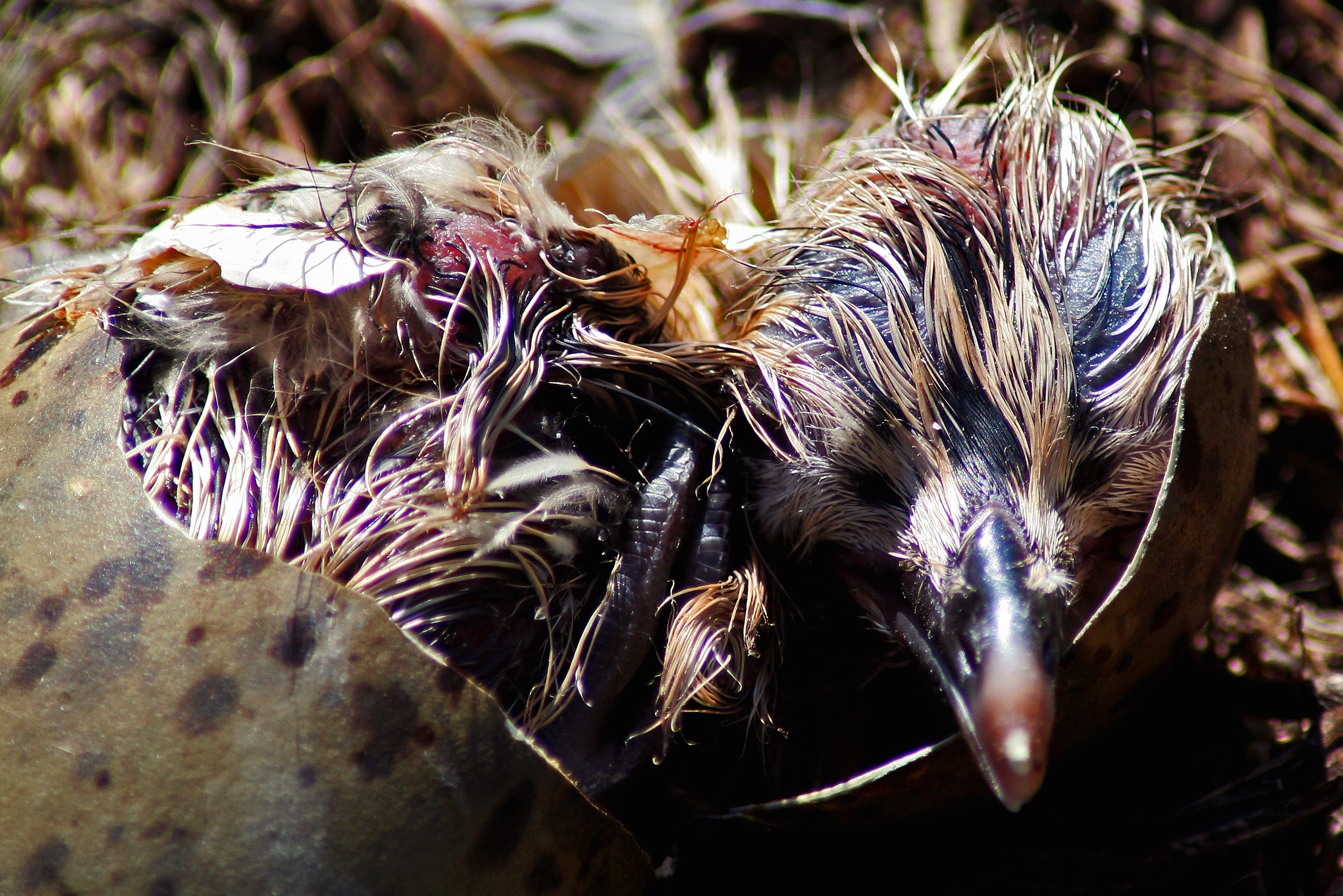
Larus fuscus recién nacida, Canal de Bristol.

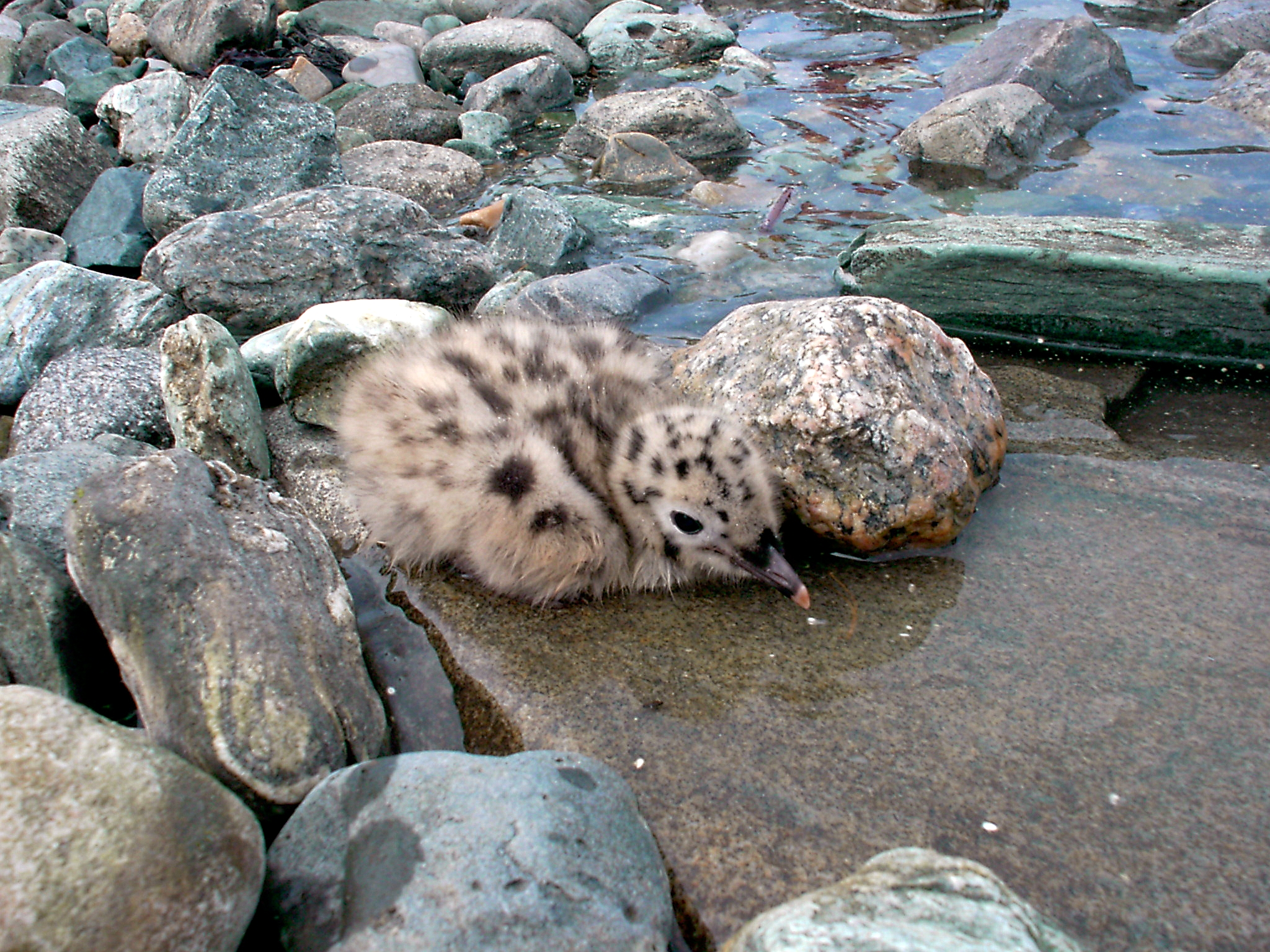
Cría de gaviota (Larus sp.) en Trondheim, Noruega.

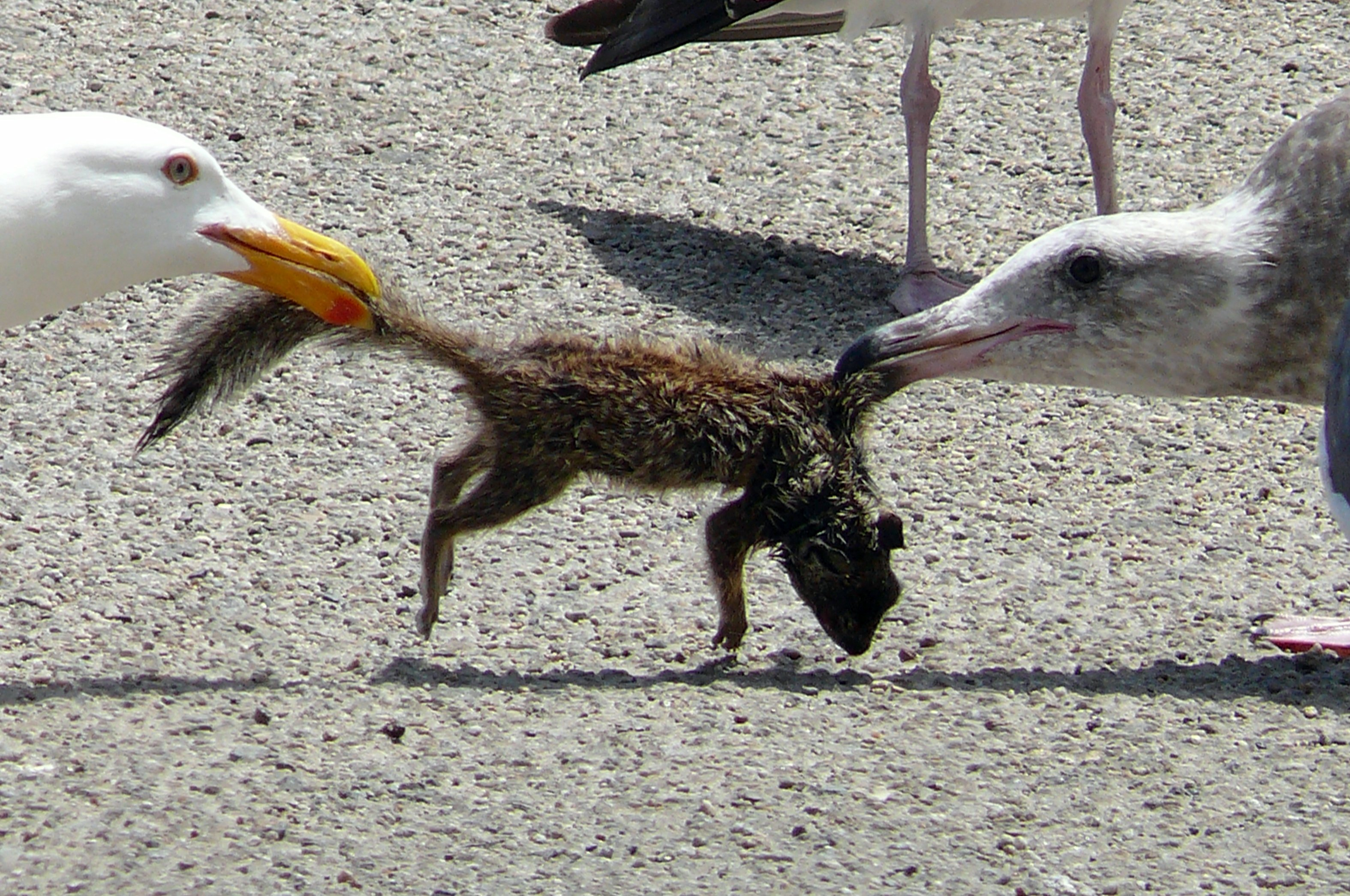
Dos ejemplares de Larus occidentalis (adulto y juvenil) peleando por una ardilla de tierra recién cazada.

Los láridos (Laridae) son una familia de aves del orden Charadriiformes conocidas coloquialmente como gaviotas o pavanas. Están estrechamente relacionadas con los charranes de la familia Sternidae, y más lejanamente con las aves zancudas. La mayoría de las gaviotas pertenece al género Larus. 
La familia Laridae, comúnmente conocida como gaviotas, gaviotas y skimmers, abarca una diversa gama de especies de aves que se encuentran principalmente en entornos costeros y acuáticos. Los miembros de esta familia se caracterizan por su adaptabilidad, comportamiento social y tamaños variables, que pueden diferir significativamente entre los distintos géneros. Esta familia se divide en dos subfamilias principales: Larinae, que incluye gaviotas, y Sterninae, que incluye gaviotas.
Son en general aves grandes, en su mayoría de plumaje gris, blanco o negro, a menudo con señales negras en la cabeza o las alas. Tienen picos robustos, bastante largos. Las especies varían en tamaño desde la gaviota enana de 120 g y 29 cm, al gavión atlántico de 1.75 kg y 76 cm.

## Características generales
Las aves de la familia Laridae son típicamente de tamaño medio a grande, con algunas especies que exhiben rasgos físicos distintivos que las diferencian. La mayoría tiene alas largas y cuerpos esbeltos, lo que les permite planear con gracia sobre el agua. La coloración de su plumaje varía, siendo muchas especies una combinación de plumas blancas, grises y negras. Una característica notable de muchas gaviotas es su pico robusto, a menudo adaptado para escarbar y cazar, mientras que las gaviotas tienden a tener picos más aerodinámicos, reflejando sus hábitos de pesca.
El tamaño dentro de la familia Laridae puede variar ampliamente. Por ejemplo, la Gaviota de espalda negra grande (Larus marinus), una de las especies de gaviota más grandes, puede medir hasta 76 cm (30 pulgadas) de longitud, con una envergadura que supera los 1.5 metros (5 pies). Esta especie es conocida por su constitución robusta, su pico pesado y su distintiva espalda negra. En contraste, la Gaviota enana (Larus minutus), que es una de las gaviotas más pequeñas, mide entre 28 y 36 cm (11 a 14 pulgadas) de longitud, lo que muestra cuán diversa puede ser la familia en términos de tamaño.
El color y los patrones del plumaje cumplen diversas funciones, desde el camuflaje hasta las exhibiciones de apareamiento. En muchas especies de gaviotas, los adultos exhiben una paleta de colores más apagada, típicamente involucrando gris y blanco, mientras que las gaviotas juveniles a menudo tienen plumajes más moteados o pardos, que les ayudan a mezclarse en su entorno. La Gaviota occidental (Larus occidentalis), por ejemplo, tiene una apariencia distintiva de dos tonos, con un manto gris y una cabeza blanca, mientras que las aves más jóvenes exhiben una coloración marrón moteada que cambia gradualmente a medida que maduran.
Por otro lado, las gaviotas se caracterizan por sus cuerpos alargados y alas puntiagudas. La Gaviota común (Sterna hirundo), conocida por su elegante vuelo, presenta típicamente un perfil esbelto con una cola larga y un pico afilado adaptado para atrapar peces. Las gaviotas comunes adultas miden generalmente entre 33 y 38 cm (13 a 15 pulgadas) de longitud, exhibiendo un cuerpo blanco con un dorso gris y una distintiva capucha negra en la cabeza durante la temporada de reproducción.

## Alimentación
Las gaviotas se alimentan de todo aquello mínimamente comestible: todo tipo de animales marinos, vegetales, insectos, carroña, pájaros pequeños, como palomas (a las que ataca en vuelo), huevos de pájaros (tanto de otras especies como de la suya propia), pollos, ratas, además en zonas pobladas se alimentan de alimentos pequeños que roban a los humanos.
Los hábitos alimentarios entre las especies de Laridae son altamente variados, reflejando sus roles ecológicos. Las gaviotas son a menudo alimentadoras oportunistas, escarbando comida y consumiendo una amplia gama de artículos, incluyendo peces, crustáceos e incluso desechos humanos. La Gaviota argéntea (Larus argentatus), por ejemplo, es notoria por su comportamiento de búsqueda de alimento y su adaptabilidad, a menudo vista forrajeando cerca de pueblos costeros y barcos pesqueros.
En contraste, las gaviotas son principalmente piscívoras, dependiendo de sus hábiles habilidades de caza para atrapar peces. Son conocidas por sus espectaculares habilidades de buceo, a menudo zambulléndose en el agua para capturar presas. La Gaviota de Forster (Sterna forsteri), por ejemplo, es reconocida por su vuelo ágil y rápidos buceos, lo que la convierte en una cazadora competente de peces pequeños.
A menudo es posible ver a las gaviotas en poblaciones del interior, lejanas a la costa, a donde llegan siguiendo el curso de los ríos. Su variada alimentación ha desplazado a las poblaciones costeras hasta zonas en donde jamás se habían visto antes.[cita requerida] Estos nuevos inquilinos alteran e incluso erradican las poblaciones locales de pájaros, que rara vez son competencia para un ave de esta voracidad.[cita requerida]

## Hábitat y distribución
Las gaviotas son especies típicamente costeras marinas o costeras de lagos y lagunas interiores, y vuelan grandes distancias. Las especies de mayor tamaño tardan hasta cuatro años en lograr el plumaje adulto pleno, si bien a los dos años la mayoría de las especies de gaviotas pequeñas tienen plumaje adulto. Es típico verlas volar alrededor de los barcos pesqueros a la espera de alimento.
La familia Laridae tiene una amplia distribución geográfica, con miembros encontrados en todos los continentes, incluida la Antártida. Habitan en diversos entornos, desde costas y humedales hasta lagos y ríos interiores. Muchas especies son migratorias, viajando largas distancias entre sus áreas de reproducción y invernada. La Gaviota ártica (Sterna paradisaea), famosa por su impresionante migración, viaja desde sus áreas de reproducción en el Ártico hasta sitios de invernada en la Antártida, cubriendo más de 71,000 km (44,000 millas) anualmente.

## Comportamiento
El comportamiento social es otro sello distintivo de Laridae. Muchas especies son altamente sociales y a menudo anidan en colonias, lo que puede proporcionar seguridad en números frente a los depredadores. La Gaviota de cabeza negra (Chroicocephalus ridibundus), por ejemplo, se encuentra frecuentemente en grandes grupos durante la temporada de reproducción, creando colonias ruidosas a lo largo de lagos y ríos. Estas dinámicas sociales son cruciales para varios aspectos de su ciclo de vida, incluyendo la reproducción, la alimentación y la defensa.
Las gaviotas también son conocidas por sus complejas vocalizaciones, que sirven para comunicarse entre sí y establecer territorio. Los llamados pueden variar desde el característico graznido de las gaviotas más grandes hasta los sonidos más melódicos de las gaviotas, lo que contribuye a sus interacciones sociales.
Son aves inteligentes, poseen métodos complejos de comunicación y una estructura social muy desarrollada. Ciertas especies, como la Larus argentatus, exhiben conductas complejas. 
La hibridación entre las especies de gaviota es bastante frecuente, aunque dependen de las especies involucradas.

## Nidificación
Anidan en colonias densamente pobladas, depositan dos o tres huevos moteados en un nido compuesto de vegetación. Los polluelos son precoces, nacidos con una pelusa moteada y con movilidad después de la salida del cascarón.

## Taxonomía
La taxonomía de las gaviotas es complicada, especialmente las de cabeza blanca. La familia Laridae fue introducida (como Laridia) por el Erudito francés Constantine Samuel Rafinesque en 1815. Históricamente, los Laridae estaban restringidos a las gaviotas, mientras que los charranes se colocaban en una familia separada, Sternidae, y los Rynchops en una tercera familia, Rynchopidae. Los Anous se incluían tradicionalmente en Sternidae. En 1990, Charles Sibley y Jon Ahlquist incluyeron los álcidos y los estercoráridos en una familia más amplia de Laridae.
Un estudio filogenético molecular realizado por Baker y sus colegas publicado en 2007 encontró que los tirones del género Anous formaban un grupo hermano de un clado que contenía a las gaviotas, Rynchops y los otros gaviotines. Para crear un grupo familiar monofilético, Laridae se amplió para incluir los géneros que habían estado previamente en Sternidae y Rynchopidae.
Baker y sus colegas encontraron que el linaje Laridae se separó de un linaje que dio origen tanto a los estercoráridos como a los álcidos antes del final del Cretáceo en la era de los dinosaurios. También encontraron que los propios Laridae comenzaron a expandirse a principios del Paleoceno, hace unos 60 millones de años. El paleontólogo alemán Gerald Mayr ha cuestionado la validez de estas fechas tempranas y sugirió que se usaron fósiles inapropiados para calibrar los datos moleculares. Los primeros fósiles charadriiformes datan sólo del Eoceno tardío, hace unos 35 millones de años.
Anders Ödeen y sus colegas investigaron el desarrollo de la visión ultravioleta en aves playeras, buscando el SWS1 en varias especies; ya que las gaviotas fueron las únicas aves playeras que se sabe que desarrollaron el rasgo. Descubrieron que el gen estaba presente en los linajes de gaviotas, estercoráridos y Anous, pero no en el linaje de charranes. También recuperaron a los Anous como un linaje temprano, aunque la evidencia no era sólida.
Para obtener la lista completa de especies, consulte el artículo Anexo:Lista de especies de Laridae.
Género Larus
- Larus smithsonianus - Gaviota argéntea americana.
- Larus serranus - Gaviota andina.
- Larus armenicus - Gaviota armenia.
- Larus belcheri - Gaviota de Belcher o gaviota cangrejera.
- Larus bulleri - Gaviota pico negro.
- Larus crassirostris - Gaviota japonesa.
- Larus brunnicephalus - Gaviota centroasiática
- Larus maculipennis - Gaviotín.
- Larus californicus - Gaviota de California.
- Larus cachinnans - Gaviota del Caspio.
- Larus canus - Gaviota cana.
- Larus vegae - Gaviota del este de Siberia.
- Larus hyperboreus - Gaviota hiperbórea.
- Larus glaucescens Gaviota de Bering.
- Larus marinus - Gavión atlántico.
- Larus ichthyaetus - Gavión cabecinegro.
- Larus hartlaubii
- Larus heermanni
- Larus argentatus - Gaviota argéntea.
- Larus heuglini
- Larus glaucoides - Gaviota groenlandesa
- Larus dominicanus - Gaviota cocinera o gaviota dominicana.
- Larus fuliginosus - Gaviota negruzca.
- Larus fuscus - Gaviota sombría.
- Larus atlanticus - Gaviota de Olrog o gaviota cangrejera.
- Larus pacificus - Gaviota del Pacífico.
- Larus scopulinus
- Larus delawarensis - Gaviota de Delaware.
- Larus saundersi
- Larus novaehollandiae - Gaviota plateada.
- Larus schistisagus
- Larus hemprichii
- Larus thayeri
- Larus occidentalis
- Larus leucophthalmus
- Larus livens
- Larus michahellis - Gaviota patiamarilla
- Hydrocoloeus minutus - Gaviota enana.

Género Ichthyaetus
- Ichthyaetus melanocephalus - Gaviota cabecinegra
- Ichthyaetus audouinii - Gaviota de Audouin
- Ichthyaetus relictus - Gaviota relicta

Género Leucophaeus
- Leucophaeus scoresbii - Gaviota austral.
- Leucophaeus modestus - Gaviota garuma.
- Leucophaeus atricilla - Gaviota guanaguanare.
- Leucophaeus pipixcan - Gaviota de Franklin o gaviota chica.

Género Chroicocephalus
- Chroicocephalus philadelphia - Gaviota de Bonaparte.
- Chroicocephalus cirrocephalus - Gaviota capucho gris.
- Chroicocephalus ridibundus - Gaviota reidora.
- Chroicocephalus maculipennis - Gaviota capucho café.
- Chroicocephalus genei - Gaviota picofina

Género Creagrus
- Creagrus furcatus - Gaviota de las Galápagos.

Género Pagophila
- Pagophila eburnea

Género Rissa
- Rissa tridactyla - Gaviota tridáctila.
- Rissa brevirostris - Gaviota piquicorta

Género Rhodostethia
- Rhodostethia rosea

Género Xema
- Xema sabini

La Sociedad Ornitológica Estadounidense combina Sternidae, Stercorariidae, y Rhynchopidae como subfamilias de la familia Laridae.